# چونان سگ‌های هار
چونان سگ‌های هار (ایتالیایی: Come cani arrabbiati) یک فیلم جنایی ایتالیایی است که در سال ۱۹۷۶ میلادی منتشر شد. این فیلم تا حدودی از قتل‌عام چیرچئو الهام گرفته شده است، که در آن سه مرد جوان، دو زن جوان را ربوده و سپس طی دو روز به آنها تجاوز کرده و شکنجه‌شان دادند.

## بازیگران
- پائولا سناتوره
- پائولو کارلینی
- گلوریا پیه‌دیمونته